# El Guixer
el Guixer és una masia al terme de les Llosses (al Ripollès). És una casa pairal de planta quadrada, amb la façana principal al sud. Té una planta, destinada a les dependències pròpies d'una casa de pagès, pis i golfes. La coberta és a dues vessants i de teula àrab, que es conserva en bon estat. A migjorn hi ha cinc contraforts adossats amb posterioritat a la data de construcció. Al davant de la casa es troba un era de batre enllosada. La construcció originària s'ha ampliat amb un seguit d'anexos afegits en etapes successives.
Malgrat que en cap façana no trobem llindes o altres referències que ens aportin informacions sobre les dates de construcció, per l'estructura haurien de datar-la a mitjan segle xviii. La construcció sofrí importants reformes l'any 1929, quan fou adquirida per Joan Prat, l'antecessor dels actuals propietaris. Cal destacar dues pedres treballades que formarien part d'una porta o finestra i que actualment estan reaprofitades i que es troben l'una a l'era i l'altra en un galliner. Una duu inscrit l'any de 1872 i en l'altra hi podem llegir "Dominica".